# Закшево (Поморське воєводство)
Закшево (пол. Zakrzewo, нім. Werder) — село в Польщі, у гміні Ліня Вейгеровського повіту Поморського воєводства.
Населення — 313 осіб (2011).
У 1975-1998 роках село належало до Гданського воєводства.

## Демографія
Демографічна структура станом на 31 березня 2011 року:
|          | Загалом | Допрацездатний вік | Працездатний вік | Постпрацездатний вік |
| -------- | ------- | ------------------ | ---------------- | -------------------- |
| Чоловіки | 162     | 50                 | 98               | 14                   |
| Жінки    | 151     | 43                 | 86               | 22                   |
| Разом    | 313     | 93                 | 184              | 36                   |